# AirExplore
AirExplore ist eine slowakische Charterfluggesellschaft mit Sitz in Bratislava und Basis auf dem Flughafen Bratislava.

## Geschichte
AirExplore wurde 2010 gegründet und nahm ihren Flugbetrieb mit einer Boeing 737-400 auf.
2011 übernahm AirExplore mit einer Boeing 737-300 ihr zweites Flugzeug. Bis 2014 vergrößerte sich ihre Flotte durch weitere Boeing 737-400 auf 5 Flugzeuge.
Von 2014 bis 2017 wurde die Flotte auf Boeing 737-800 umgestellt.
Im November 2019 erhielt AirExplore eine ETOPS-Zertifizierung.
Im Juni 2023 wurde die Fluggesellschaft durch die Avia Solutions Group übernommen.

## Flugziele
Hauptgeschäftsfelder der AirExplore ist die ACMI-Vermietung ihrer Flotte an andere Fluggesellschaften. Daneben werden im geringen Umfang auch Charterflüge durchgeführt, beispielsweise für Reiseveranstalter. In den Jahren 2014 und 2015 betrieb AirExplore bis zu vier Maschinen für Ryanair. Seit November 2014 setzt sie unter anderem eine Boeing 737-800 für Palau Pacific Airways von Koror (Palau) auf Flügen nach Hongkong sowie seit Januar 2016 nach Taiwan-Taoyuan ein.
Seit Juli 2020 bietet AirExplore auch Linienflüge an, vorerst Bratislava-Split.

## Flotte

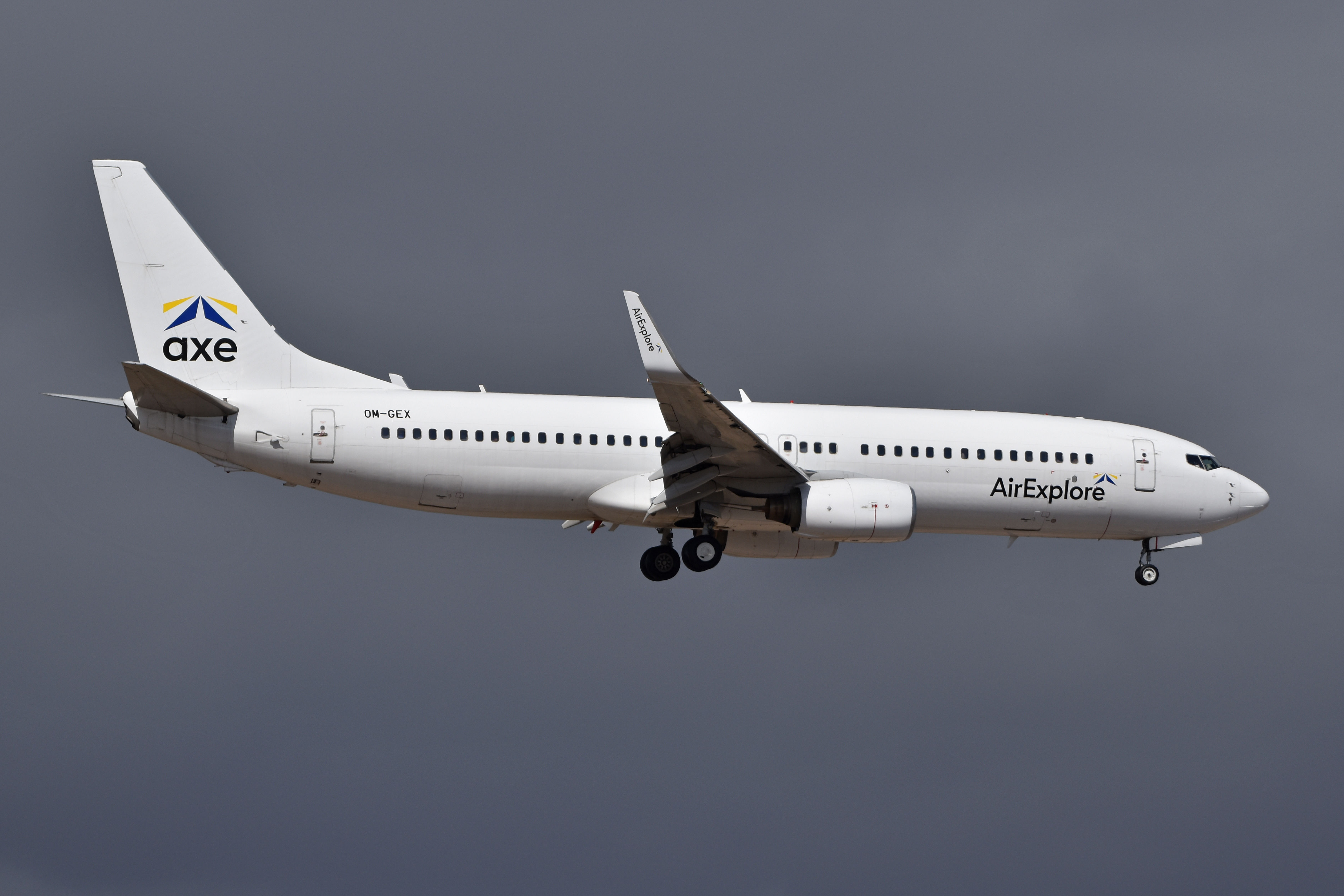
Boeing 737-8AS ‘OM-GEX’ Air Explore

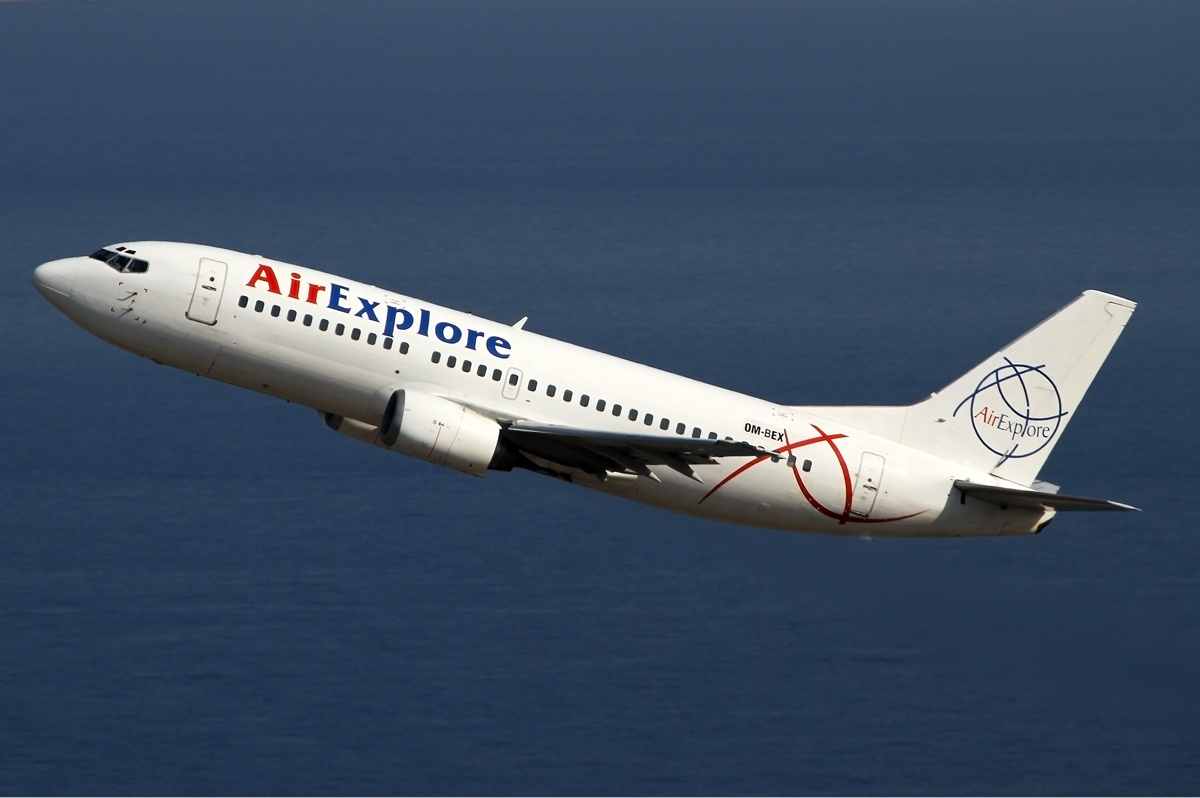
Boeing 737-400 der AirExplore

### Aktuelle Flotte
Mit Stand April 2025 besteht die Flotte der AirExplore aus 15 Flugzeugen mit einem Durchschnittsalter von 21,0 Jahren
| Flugzeugtyp       | Anzahl | bestellt | Anmerkungen                                                      | Sitzplätze | Durchschnittsalter |
| ----------------- | ------ | -------- | ---------------------------------------------------------------- | ---------- | ------------------ |
| Boeing 737-800    | 08     |          | mit Winglets ausgestattet, eine inaktiv; zwei betrieben für Jet2 | 189        | 21,0 Jahre         |
| Boeing 737-800BCF | 07     | 1        | mit Winglets ausgestattet, drei inaktiv                          | -          | 21,0 Jahre         |
| Gesamt            | 15     | 1        |                                                                  |            | 21,0 Jahre         |

AirExplore hat bereits im ACMI-Leasing Flugzeuge unter anderem für Air France, Air Berlin, Condor, Palau Pacific Airways, Sun d’Or, SunExpress, Germania und TUIfly betrieben.

### Ehemalige Flugzeugtypen
In der Vergangenheit setzte AirExplore bereits folgende Flugzeugtypen ein:
- 1 Boeing 737-300
- 4 Boeing 737-400